# فينو ناير
فينو ناير (بالإنجليزية: Venu Nair)‏ هو مؤلف ومخرج هندي، ولد في 22 ديسمبر 1964.